# Fasti Capitolini

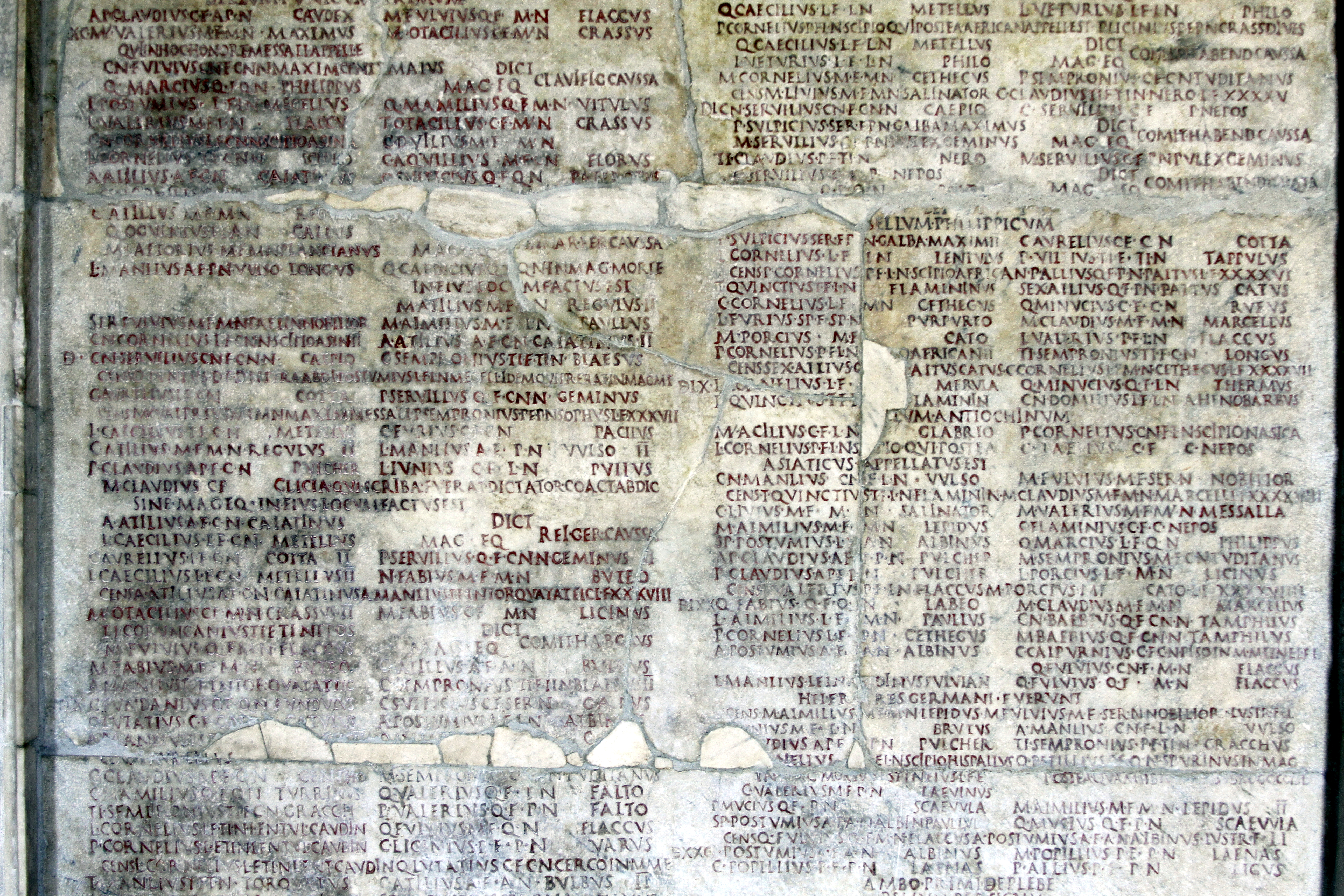
Dettaglio dei Fasti Capitolini

I Fasti Capitolini sono dei fasti consolari e trionfali, oggi conservati nei Musei Capitolini di Roma.

## Struttura e scoperta
Si tratta di iscrizioni marmoree, rinvenute nel Foro Romano per la maggior parte nel XVI secolo, e riferibili all'età augustea. Sono a volte denominate "fasti antichi", per contrapposizione ai "fasti moderni", che, rifacendosi a quelli antichi, riportano l'elenco delle autorità civiche di Roma nell'età moderna.
I fasti furono ritrovati nel 1547 nel Foro Romano. Molto probabilmente si trattò di una scoperta del tutto casuale, durante lo scavo di una fornace per la cottura della calce, davanti al tempio di Antonino e Faustina; subito dopo il ritrovamento, su progetto di Michelangelo, i Fasti Capitolini furono collocati a decorazione della parete di fondo del cortile del palazzo. Nel 1586, con una sistemazione che richiama quella del cortile, furono posizionati nella collocazione attuale.
I frammenti restaurati, per ordine del cardinale Alessandro Farnese, furono portati all'interno del Palazzo dei Conservatori al Campidoglio, e per questo motivo, da allora, sono indicati come Fasti Capitolini. Due ulteriori frammenti furono trovati durante la campagna di scavi condotta nel Foro Romano tra il 1816 e il 1818, negli stessi luoghi dove furono trovati i primi, e più numerosi frammenti.

## Elenchi
I Fasti Capitolini riportano due diversi elenchi di nominativi, che presentano alcune lacune. Il primo, ricostruito sulla base di 30 frammenti di marmo, riporta la lista dei consoli dal 483 a.C. al 13 a.C., e per questo è chiamato Fasti consolari, mentre il secondo, corrispondente a 26 frammenti, presumibilmente provenienti dai fornici dell'Arco di Augusto, riporta la lista dei trionfatori dal 753 a.C. al 19 a.C., e perciò è chiamato Fasti trionfali.
Un prezioso frammento di questa seconda serie riporta il nome di Romolo, fondatore della città.